# 염창동
염창동(鹽倉洞)은 서울특별시 강서구에 있는 법정동이다. 면적 1.74km2, 인구 4만 1328명(2024년)이다. 동쪽은 목동과 안양천을 경계로 영등포구 양평동과 접하고, 서쪽은 등촌동과 가양동, 남쪽은 화곡동 대평교회에 접하며, 북쪽은 한강을 마주하고 있다.

## 개요
염창동이라는 이름은 조선 말 서해 염전으로부터 수집해온 소금을 보관하기 위한 창고가 위치 했었기 때문에 붙여진 것이다. 소금보관창고(염창동 103번지 근방)를 지었기 때문에 염창동(鹽倉洞)이란 동명이 유래되었다. 염창에는 서해안과 남해안의 염전에서 만든 염전노예의 노동을 이용해서 한강하구까지 들여오는데 일단 한강하구에 진입하는 배는 마포 근방까지도 가게 되지만 염전노예의 경우는 자칫하면 탈출하는 경우가 많았고 이곳이 염전노예를 보관하기에 좋은 장소였으므로 이곳에 소금을 부리고 다른 염전노예들은 마포까지 배로 운반되었다. 조선시대는 양천현 지역이었으며, 1896년 8월 14일 양천군 남산면 염창리가 되었다. 일제 시대인 1914년 4월 1일 김포군 양동면 염창리가 되었다가, 1963년 1월 1일 서울시에 편입되어 영등포구 양동출장소 염촌동이 되었다. 강서구에 편입된 것은 1977년 1월 1일이다.

## 교육

### 초등학교
- 서울염경초등학교
- 서울염동초등학교
- 서울염창초등학교
- 직지초등학교

### 중학교
- 염경중학교
- 염창중학교
- 직지중학교

## 대중 교통

### 지하철
- ● 서울 지하철 9호선
  - 염창역
  - 등촌역

## 주거
| 단지명              | 건설사         | 시행사         | 주소                   | 입주        | 비고 |
| ------------------- | -------------- | -------------- | ---------------------- | ----------- | ---- |
| 강변 한솔솔파크     | 한솔건설㈜     |                |                        |             |      |
| 염창 금호타운       | 금호건설       |                |                        |             |      |
| 염창 한마음삼성     |                |                |                        |             |      |
| 염창 관음삼성       |                |                |                        |             |      |
| 염창동아 1차        |                |                |                        |             |      |
| 염창한강동아        |                |                |                        |             |      |
| 염창동아 3차        |                |                |                        |             |      |
| 염창강변 힐스테이트 | 현대건설       |                |                        |             |      |
| 태영 송화           | 태영㈜         | 성원재건축조합 | 강서구 공항대로61길 60 | 1999년 11월 |      |
| 염창 휴먼빌         | 일신건영㈜     |                |                        |             |      |
| 염창 1차 꿈에그린   | 한화건설       |                |                        |             |      |
| 염창 2차 꿈에그린   | 한화건설       |                |                        |             |      |
| 강변 월드메르디앙   | 월드건설산업㈜ |                |                        |             |      |
| 염창 롯데캐슬       |                |                |                        |             |      |
| 염창 e편한세상      |                |                |                        |             |      |